# Grossmotjärnen
Grossmotjärnen är en sjö i Strömsunds kommun i Jämtland och ingår i Indalsälvens huvudavrinningsområde. Sjön har en area på 0,0792 kvadratkilometer och ligger 346 meter över havet.

## Delavrinningsområde
Grossmotjärnen ingår i det delavrinningsområde (707163-145745) som SMHI kallar för Mynnar i 706933-145764. Medelhöjden är 342 meter över havet och ytan är 2,97 kvadratkilometer. Det finns inga avrinningsområden uppströms utan avrinningsområdet är högsta punkten. Vattendraget som avvattnar avrinningsområdet har biflödesordning 5, vilket innebär att vattnet flödar genom totalt 5 vattendrag innan det når havet efter 233 kilometer. Avrinningsområdet består mestadels av skog (83 procent) och sankmarker (14 procent). Avrinningsområdet har 0,08 kvadratkilometer vattenytor vilket ger det en sjöprocent på 2,7 procent.